# Хуаньцзян-Маонаньский автономный уезд
Хуаньцзя́н-Маона́ньский автономный уезд (кит. упр. 环江毛南族自治县, пиньинь Huánjiāng Máonánzú zìzhìxiàn) — автономный уезд городского округа Хэчи Гуанси-Чжуанского автономного района (КНР).

## История
В средние века в этих местах был создан уезд Сыэнь (思恩县). Во времена империи Цин в 1905 году северная часть уезда Сыэнь была выделена в Аньхуаский комиссариат (安化厅). После Синьхайской революции в Китае была проведена реформа структуры административного деления, в ходе которой комиссариаты были упразднены, и поэтому в 1912 году Аньхуаский комиссариат был преобразован в уезд Аньхуа (安化县). В 1913 году уезд Аньхуа был переименован в Ибэй (宜北县).
После вхождения этих мест в состав КНР в конце 1949 года был образован Специальный район Цинъюань (庆远专区), и оба уезда вошли в его состав. Уже в феврале 1950 года Специальный район Цинъюань был переименован в Специальный район Ишань (宜山专区). В 1951 году уезды Сыэнь и Ибэй были объединены в уезд Хуаньцзян (环江县).
В декабре 1952 года в провинции Гуанси был создан Гуйси-Чжуанский автономный район (桂西壮族自治区), и Специальный район Ишань вошёл в его состав. В 1956 году Гуйси-Чжуанский автономный район был переименован в Гуйси-Чжуанский автономный округ (桂西僮族自治州). В 1958 году автономный округ был упразднён, а вся провинция Гуанси была преобразована в Гуанси-Чжуанский автономный район; Специальный район Ишань был при этом расформирован, и уезд перешёл в состав Специального района Лючжоу (柳州专区).
В 1965 году был образован Специальный район Хэчи (河池专区), и уезд перешёл в его состав.
В сентябре 1971 года Специальный район Хэчи был переименован в Округ Хэчи (河池地区).
Постановлением Госсовета КНР от 1 ноября 1986 года уезд Хуаньцзян (环江县) был преобразован в Хуаньцзян-Маонаньский автономный уезд.
Постановлением Госсовета КНР от 18 июня 2002 года Округ Хэчи был преобразован в городской округ Хэчи.

## Административное деление
Автономный уезд делится на 6 посёлков, 5 волостей и 1 национальную волость.

## Транспорт
Через территорию уезда пролегает высокоскоростная железная дорога Гуйян — Наньнин.